# باب سوتر
باب سوتر (انگلیسی: Bob Suter; ۱۶ مهٔ ۱۹۵۷ – ۹ سپتامبر ۲۰۱۴) بازیکن هاکی روی یخ اهل ایالات متحده آمریکا بود.